# Open Sud de France 2010
L'Open Sud de France 2010 è stato un torneo di tennis che si è giocato su campi in cemento al coperto. È stata la 24ª edizione dell'evento conosciuto prima come Grand Prix de Tennis de Lyon e successivamente come Open Sud de France, ed appartiene alla serie ATP World Tour 250 series dell'ATP World Tour 2010. Gli incontri si sono tenuti nell'Arena Montpellier, in Francia, dal 25 al 31 ottobre 2010.

## Partecipanti ATP

### Teste di serie
| Giocatore          | Nazionalità | Ranking* | Testa di serie |
| ------------------ | ----------- | -------- | -------------- |
| Nikolaj Davydenko  | Russia      | 11       | 1              |
| Jo-Wilfried Tsonga | Francia     | 13       | 2              |
| Gaël Monfils       | Francia     | 15       | 3              |
| Ivan Ljubičić      | Croazia     | 17       | 4              |
| John Isner         | Stati Uniti | 20       | 5              |
| Albert Montañés    | Spagna      | 23       | 6              |
| Richard Gasquet    | Francia     | 28       | 7              |
| David Nalbandian   | Argentina   | 31       | 8              |

- Le teste di serie sono basate sul ranking dell'11 ottobre 2010.

### Altri partecipanti
I seguenti giocatori hanno ricevuto una wild card per il tabellone principale: 
- Nicolas Mahut
- David Nalbandian
- Benoît Paire

I seguenti giocatori sono passati dalle qualificazioni:

- Miša Zverev
- Romain Jouan
- Adrian Mannarino
- Steve Darcis

## Campioni

### Singolare maschile
Gaël Monfils ha battuto in finale  Ivan Ljubičić con il punteggio di 6–2, 5–7, 6–1
- È il 1º titolo dell'anno per Monfils, il 3° della sua carriera.

### Doppio maschile
Stephen Huss /  Ross Hutchins hanno battuto in finale  Marc López /  Eduardo Schwank con il punteggio di 6–2, 4–6, [10–7]